# Литовский талон
Литовские талоны, общие талоны (неофициальное название «вагнорки») — временные деньги, введённые в Литве в качестве платёжного средства сначала параллельно, затем взамен советского рубля.
Названием (лит. vagnorkės; менее популярно второе название žvėriukai — «зверушки») обязаны фамилии премьер-министра Литвы с 13 января 1991 по 21 июля 1992 года Гедиминаса Вагнорюса.
Были введены в обращение 5 августа 1991 года и с 1 октября 1992 объявлены единственным законным средством платежа в Литовской Республике. Таким образом Литва вышла из рублёвой зоны.

## Выпуск 1991 года
На «вагнорках» помещены изображения фауны Литвы (выпуск 1991 года):
- 1 — ящерицы
- 3 — серые цапли
- 5 — сокол
- 10 — куницы-белодушки
- 25 — рысь
- 50 — лось
- 100 — зубр

Выпускались разменные части талонов — 0,10 и 0,50 талона. В повторном выпуске добавилась надпись о наказании за подделку и введена ещё одна разменная часть — 0,20 талонов.

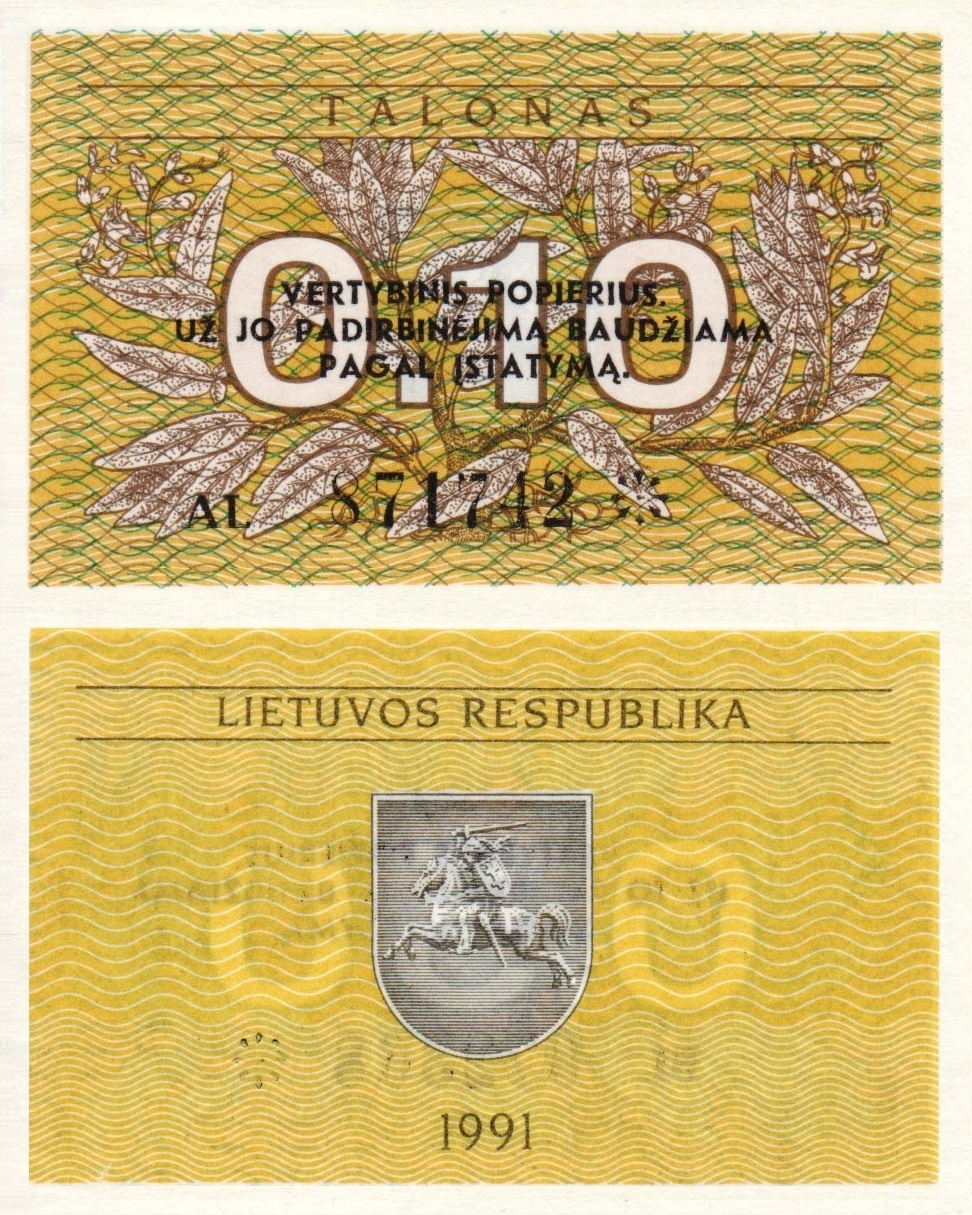
0,10 талона
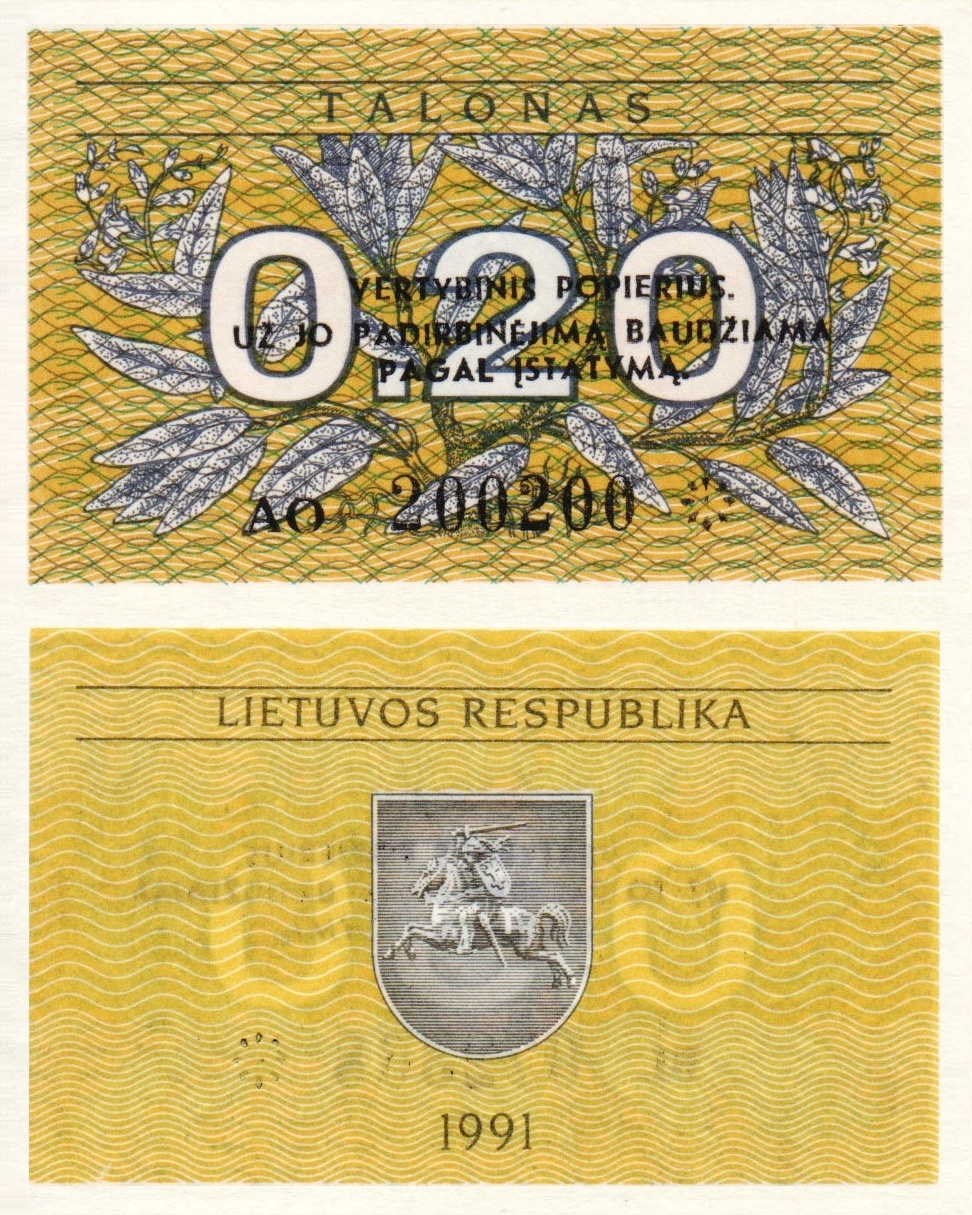
0,20 талона
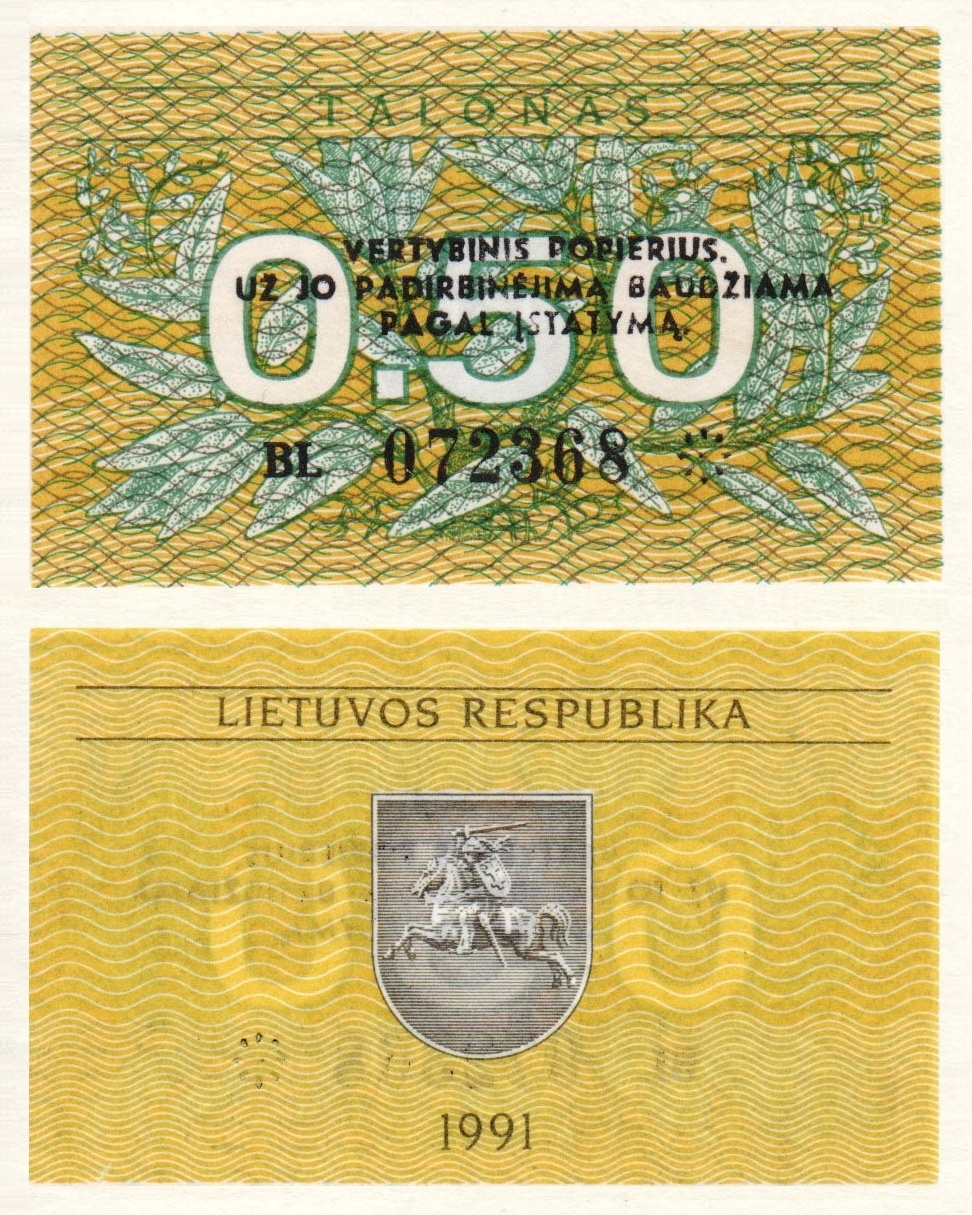
0,50 талона
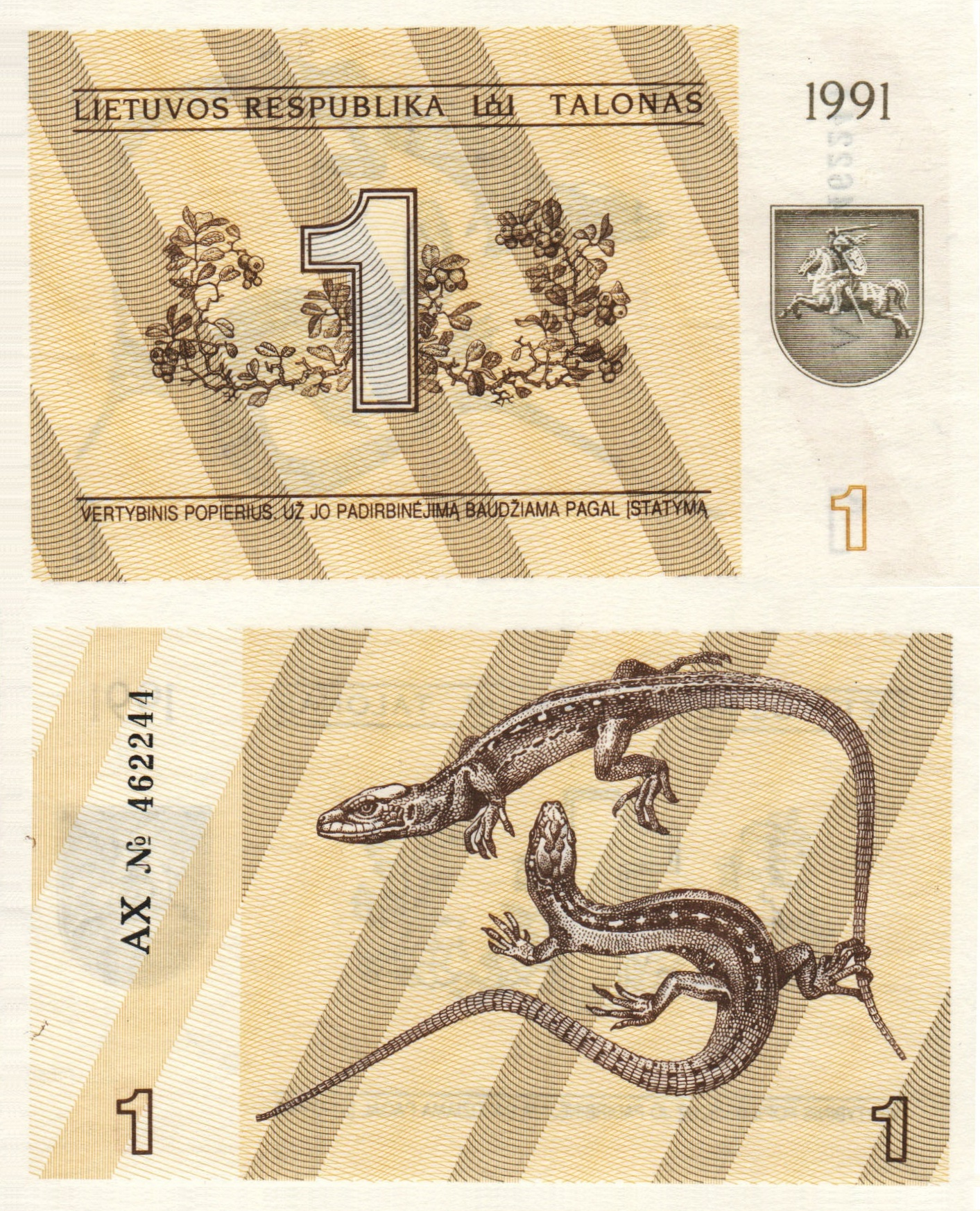
1 талон
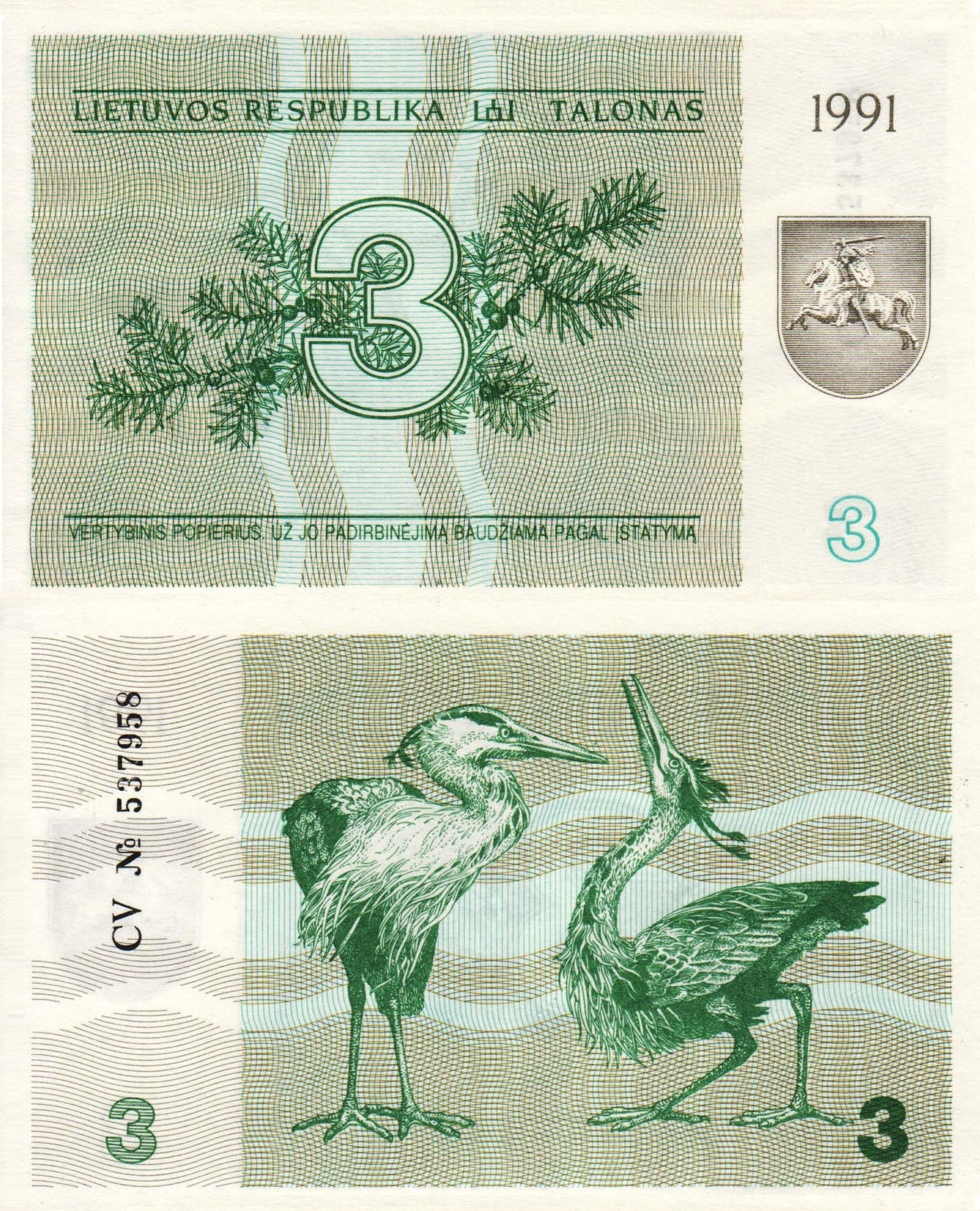
3 талона
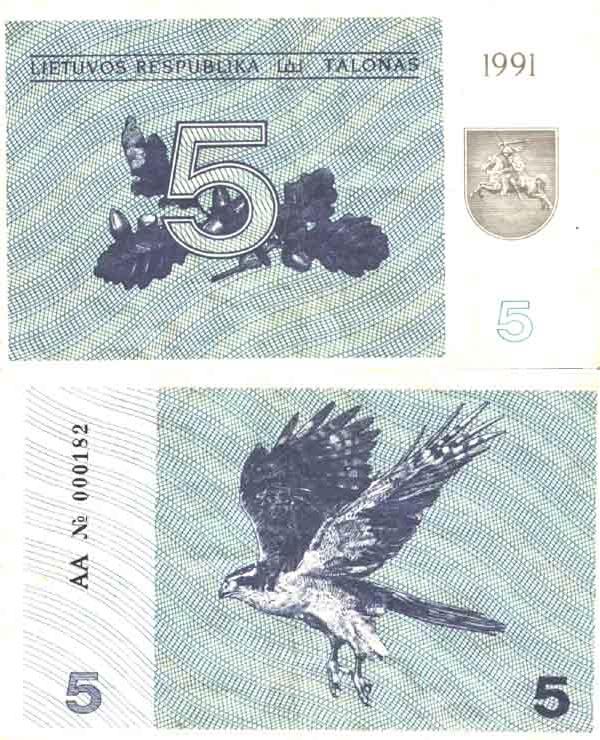
5 талонов
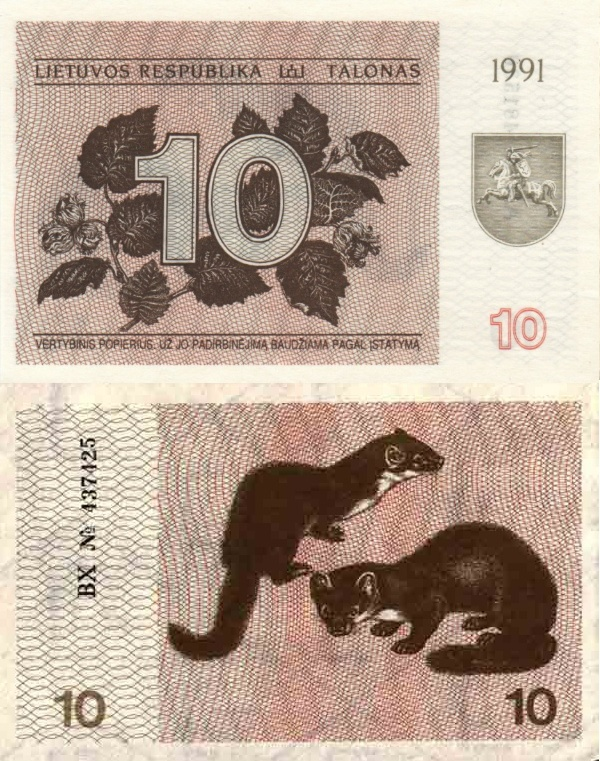
10 талонов
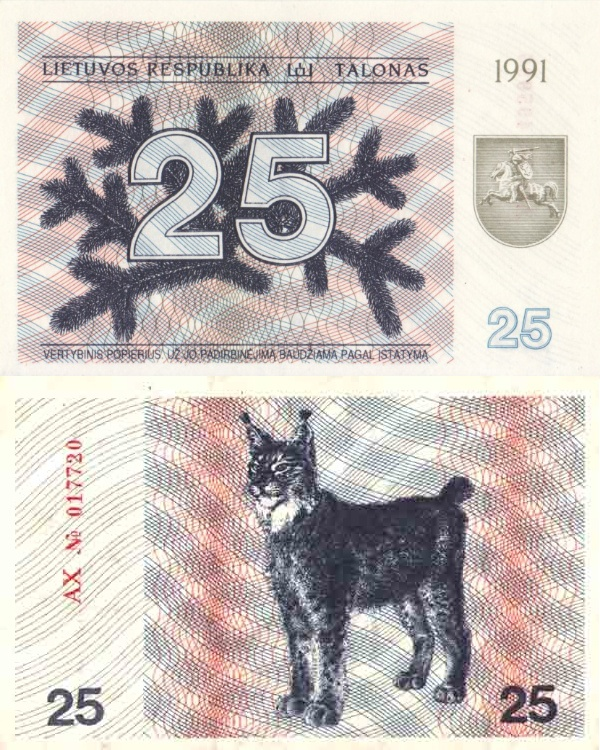
25 талонов
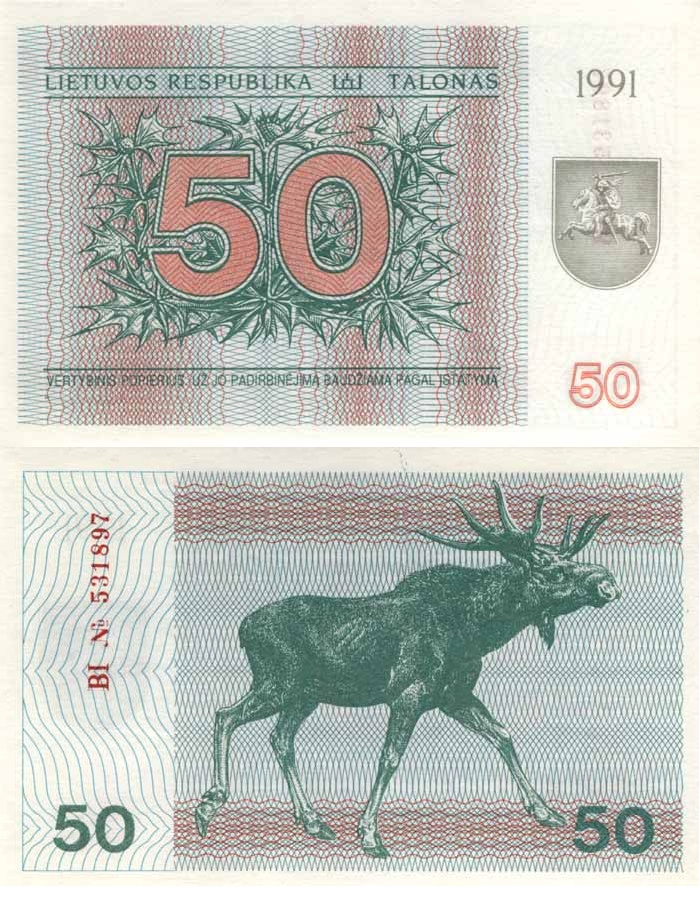
50 талонов
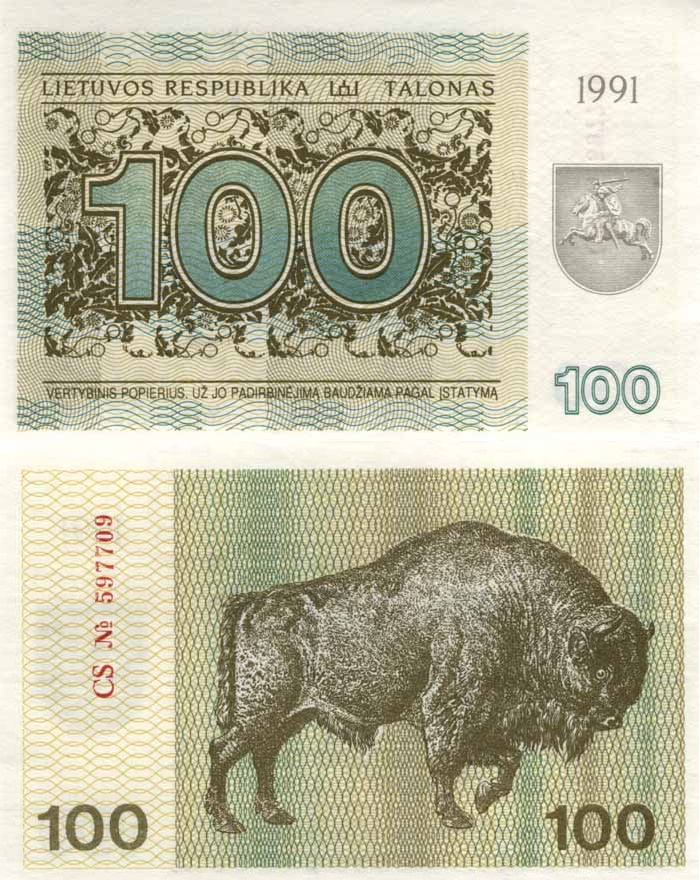
100 талонов

## Выпуск 1992 года
В 1992 году выпущены талоны нового образца — меньшего размера и с другим рисунком:
- 1 — чибисы
- 10 — кукушка в гнезде
- 50 — токующий тетерев
- 100 — выдры
- 200 — олени
- 500 — медведь

Предполагалось, что талоны выпуска 1992 года должны прийти на смену талонам 1991 года, то есть последние должны быть изъяты из обращения. Но потом от этой идеи отказались, и оба вида талонов продолжали существовать параллельно до замены всех их литовским литом.

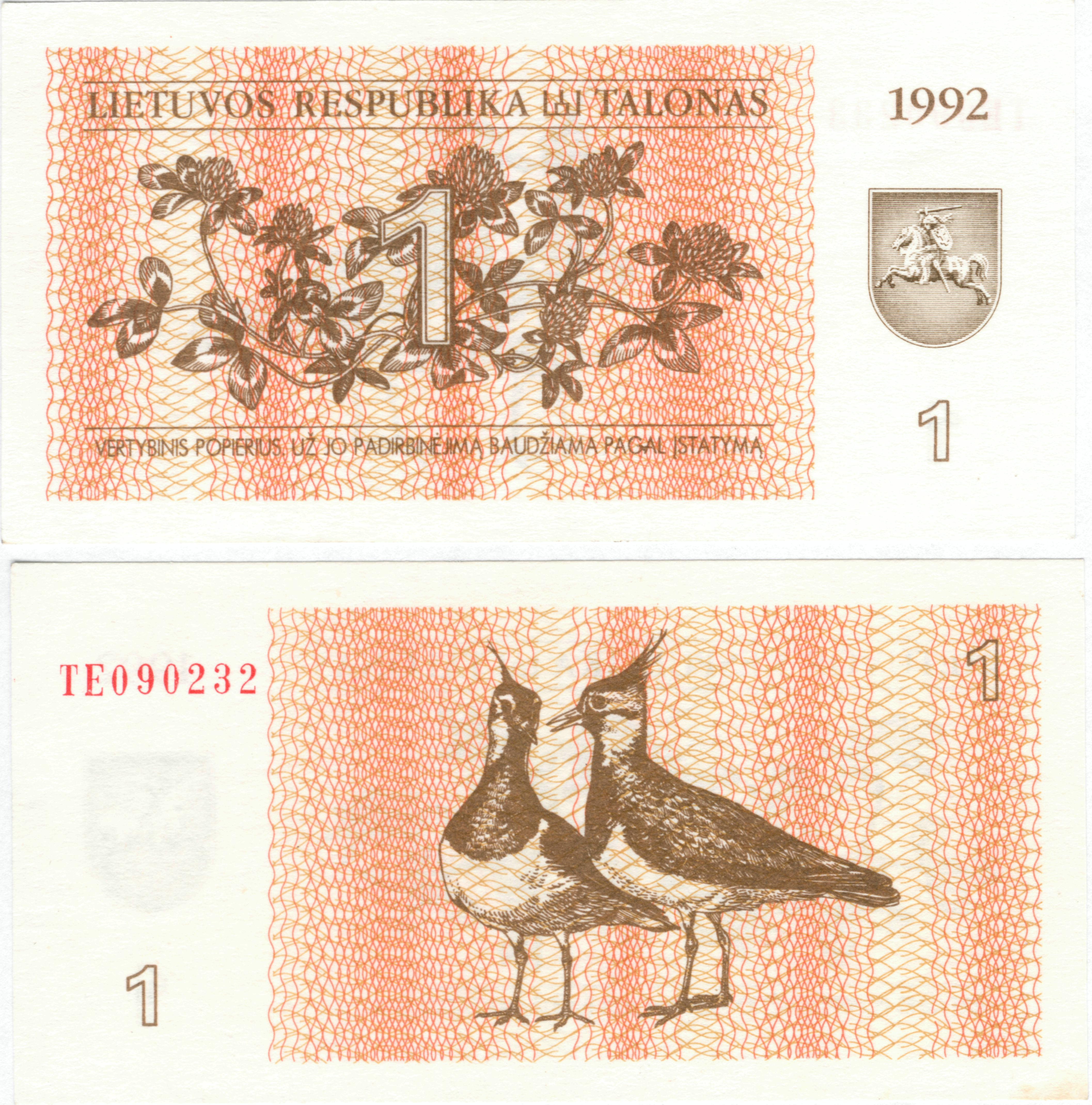
1 талон
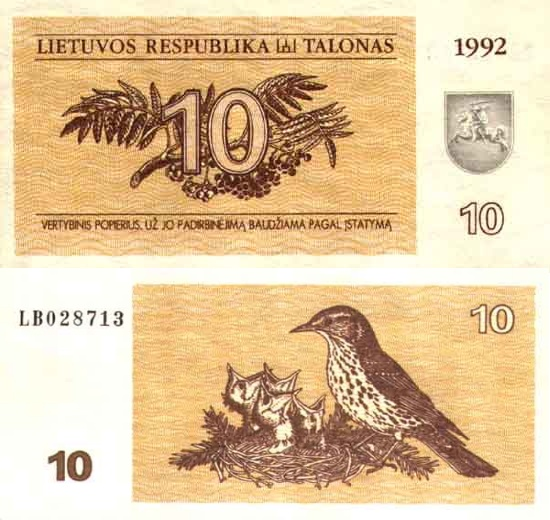
10 талонов
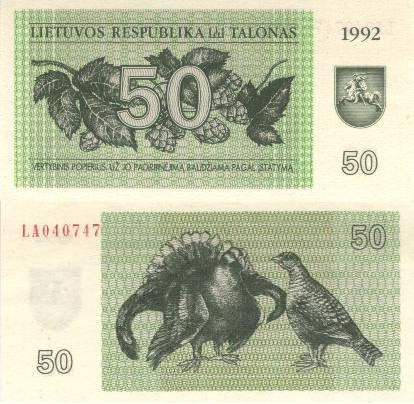
50 талонов
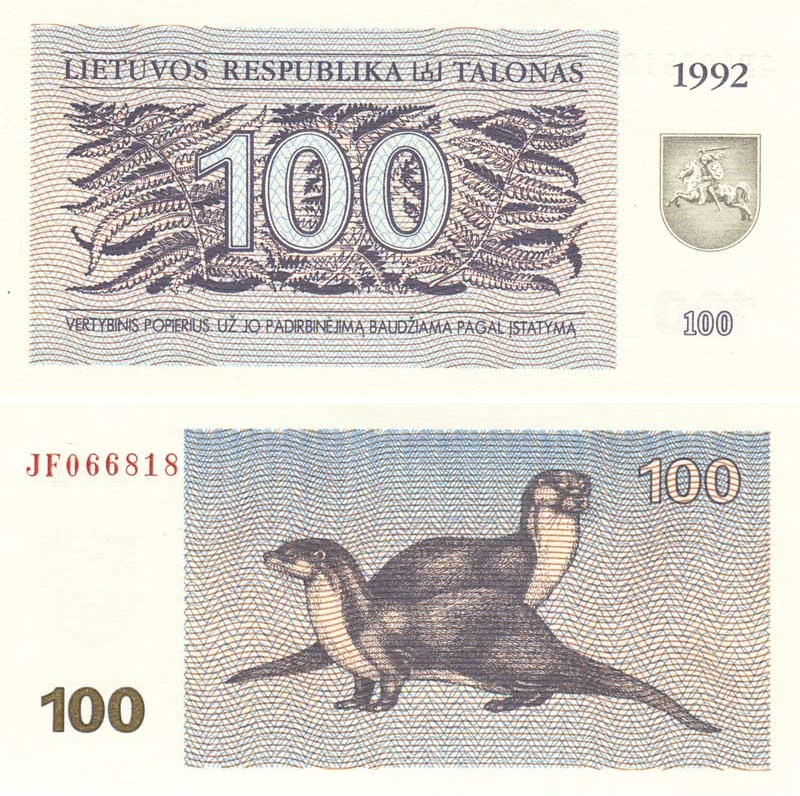
100 талонов
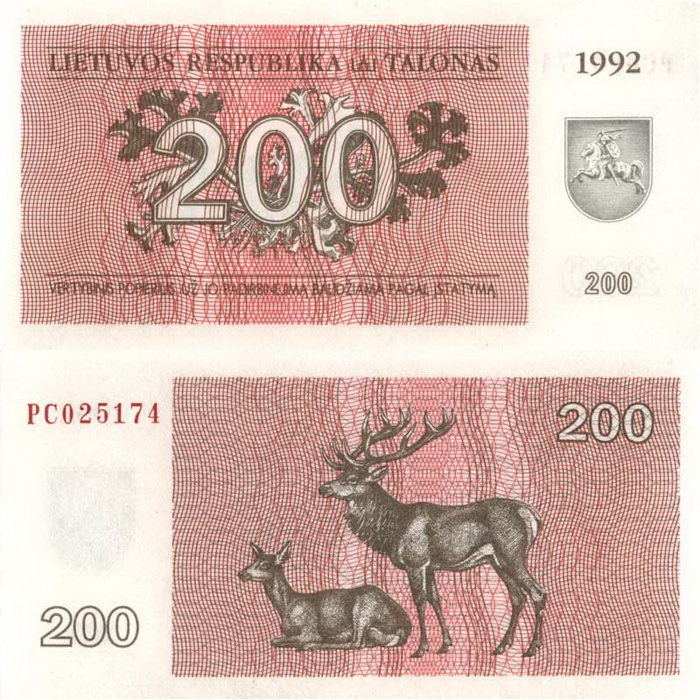
200 талонов
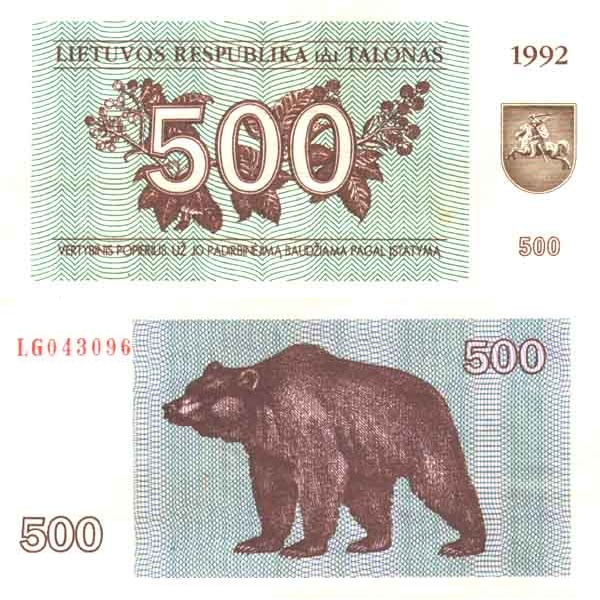
500 талонов

## Выпуск 1993 года
В начале 1993 года были выпущены модификации:
- 200 — олени
- 500 — волки

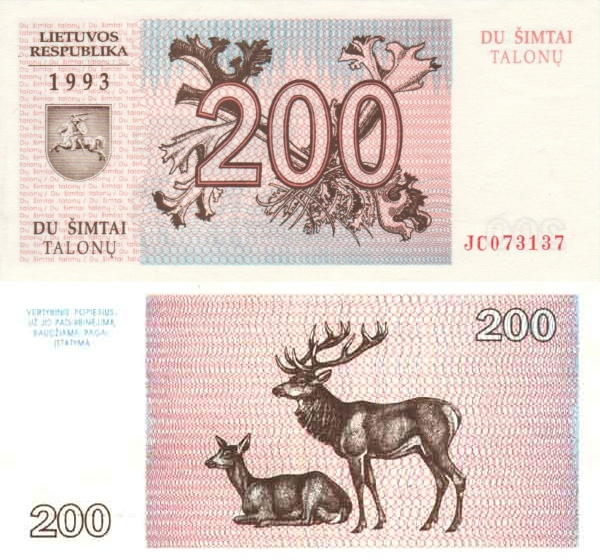
200 талонов
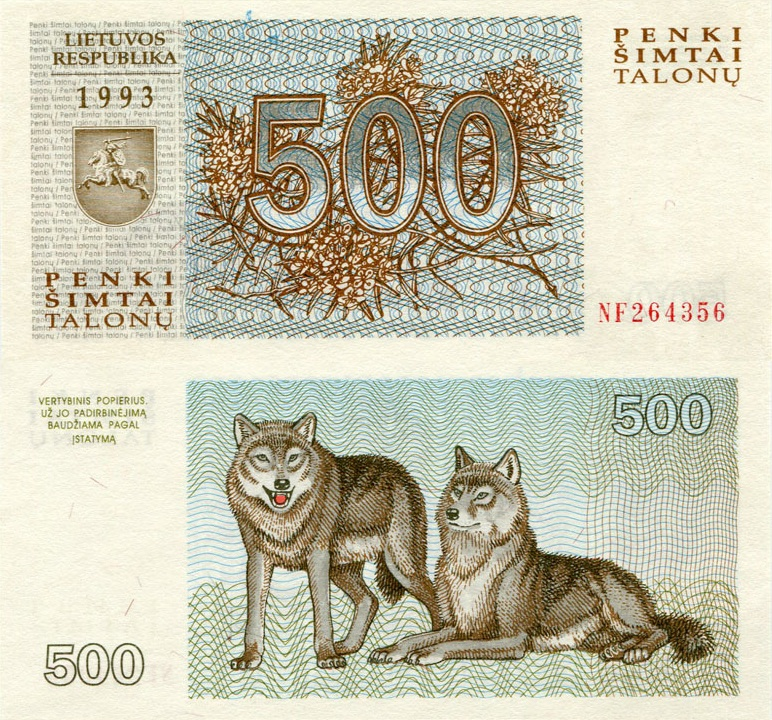
500 талонов

«Вагнорки» отличались примитивностью изготовления и низким уровнем защиты от подделок.
C введением в обращение 25 июня 1993 года лита талоны менялись в соотношении 100 : 1. Общие талоны находились в обороте до 20 июля 1993 года.